# Lommagöl (Bosebo socken, Småland)
Lommagöl är en sjö i Gislaveds kommun i Småland och ingår i Nissans huvudavrinningsområde.